# Dino Meneghin
Dino Meneghin (nascut el 18 de gener de 1950), és un exjugador de bàsquet italià.
Va ser considerat el millor jugador del seu país durant dècades, i, durant diversos anys, també el millor d'Europa. Amida 2,06 m d'altura. Meneghin va néixer a Alano di Piave, Vèneto (nord-est d'Itàlia). El 20 de novembre de 1966, quan tenia 16 anys, va jugar el seu primer partit a la lliga italiana amb el club Ignis Varese. Va jugar l'últim partit amb 45 anys. Avui dia treballa per a la Federació Italiana de Bàsquet i per al club Olimpia de Milà.
En total, va jugar 836 partits i va marcar 8.560 punts en el Campionat Italià. Amb la selecció de bàsquet d'Itàlia va jugar 271 partits amb un total de 2.847 punts. Meneghin es va convertir en el primer jugador d'una lliga europea en ésser triat en el Draft de l'NBA. Els Atlanta Hawks el van seleccionar en les últimes rondes del Draft de l'NBA de 1970, no obstant això mai va jugar als Estats Units. El 1980 i 1983 va ser triat com el MVP de tot Europa. El 1991 va ser triat com el millor jugador europeu de bàsquet de tots els temps. El 5 de setembre de 2003 es va convertir en el segon jugador italià a entrar en el Basketball Hall of Fame, després de Cesare Rubini, que va jugar i va entrenar l'Olimpia Milano entre els anys 40 i 70 respectivament.
Una de les seves fites va ser jugar 10 finals consecutives de la Copa d'Europa de bàsquet amb el Varese (5 de guanyades i 5 de perdudes) i dues més amb l'Olimpia Milano (ambdues guanyades). Abans de retirar-se va arribar a enfrontar-se en partit de la lliga italiana al seu fill Andrea.

## Trajectòria esportiva
- Pallacanestro Varese (1966-1980)
- Olimpia Milano (1981-1990)
- Pallacanestro Trieste (1991-1992)
- Olimpia Milano (1993-1995)

## Palmarès
- 12 Lliga italiana de bàsquet: 1969, 1970, 1971, 1973, 1974, 1977, 1978, 1982, 1985, 1986, 1987, 1989.
- 6 Copa italiana de bàsquet: 1969, 1970, 1971, 1973, 1986, 1987.
- 7 Copa d'Europa de bàsquet: 1970, 1972, 1973, 1975, 1976, 1987, 1988.
- 2 Recopa d'Europa de bàsquet: 1967, 1980.
- 1 Copa Korac: 1985.
- 4 Mundial de Clubs de bàsquet: 1967, 1970, 1973, 1987.
- Medalla de plata als Jocs Olímpics de Moscou 1980
- Medalla d'or al Campionat d'Europa de bàsquet 1983
- Medalla de bronze al Campionat d'Europa de bàsquet 1975
- 2 cops Mr. Europa: 1980 i 1983